# Сотник Аван
Сотник Аван (арм. Ավան հարյուրապետ), или Аван Юзбаши (арм. Ավան Յուզբաշի; 1670, Лори — 1735, Карабахское беглербегство), — армянский князь (мелик), лидер освободительных движений первой четверти XVIII века и видный деятель армянской освободительной борьбы Арцаха в 1720-е годы.

## Биография
Сотник Аван родом из Лори. В 1717 году он переехал со своими родственниками из Лори в Варанду, поселился в селении Шош, укрепил его, построив крепость и превратил в военный опорный пункт, известный как первая меликская крепость Шуши. Он организовал там военный отряд и стал его сотником («юзбаши»).

Шуши и его окрестности также составляли вотчину спарапета Аван. До сих пор скала в юго-восточной долине Шуши называется «Авана-кертц», у подножия этой скалы находятся развалины под названием «Амаратнер» [«Палаты» на армянском], и в народе говорили, что там жил Аван Юзбаши.— Лео
В 1722 году он возглавил один из армянских отрядов, собравшихся в Гандзаке, чтобы встретить войска Петра Великого.

## Исторический обзор
В начале XVIII века персидский гнёт, усиление социального и национального давления подтолкнули армян к вооруженной самообороне. Начавшиеся волнения в Персии, особенно афганский мятеж и ослабление власти Сефевидов, создали благоприятную обстановку для освободительных движений в Закавказье. Особенно воодушевил армян Каспийский поход Каспийский поход Петра I (1722—1723 гг.). В 1722 году сотник Аван возглавил одно из армянских войск, собравшихся в Гандзаке, чтобы приветствовать Петра Великого.

## Деятельность
В 1724—1728 годах сотник Гасан руководил военными силами пяти княжеств Арцаха и предпринимал усилия по освобождению Армении надеясь на помощь Российской империи. Чтобы помочь Давид-Беку, весной 1724 года сотник Аван с войском переправился через Капан и сражался против персидских и османских ханов, поддерживая освободительную борьбу Сюника.
Сотник Аван проявил себя как отважный полководец армян, сражавшихся против турецких войск, в боях 1725-1728 годов, во время освободительной борьбы Арцаха. Вследствие чего он получил титулы хана и спасалара (командира кавалерии) от шаха Сефевидской Персии Тахмаспа II (1722—1732).
В 1728 году сотник Аван отправился в Баку со своим братом Тарханом, надеясь получить помощь от русского командования. В 1729 году он переселился в Прикаспийский регион под властью России и служил в Армянской эскадрилье. В 1734 году русское правительство подарило Авану, в качестве поместья на Северном Кавказе, девять деревень населенных армянами, переселившимися из Арцаха.
Сотник Аван продолжал обращаться к русскому командованию за помощью об освобождении армянского народа от персидско-турецкого ига. В своем письме русскому царю он говорит: «Будем драться, пока не придет помощь царя и все умрут, но не откажемся от христианства». Армянский патриот Кёхва Чалаби, обеспечивавший переписку между карабахскими меликами и российским правительством, свидетельствует:

Ближайшей армянской крепостью была Шуши. Шуши находится в четырех днях пути от Шамахи. Ее охраняют вооруженные армяне под командованием Авана Юзбаши. После встречи с армянскими лидерами, в том числе с Патриархом, они вернулись в Дербент через Шамаху. Скалистые горы окружают город Шуши. Количество вооруженных армян неизвестно. Поползли слухи, что армяне победили турок в серии столкновений в Карабахе։— Кёхва Чалаби
Сотник Аван был также известен своими делами милосердия. Он освободил многих армян и грузин из персидского плена. Армянский историк Ашот Ованнисян писал, что, вероятно, он заложил фундамент стен Шушинской крепости в 1724 году или ранее.

## Разъяснения
В армянской историографии сотника Авана путали с сотником Еганом (Раффи, Лео, Л. Тер-Мкртчян и др.), и отсюда создалось заблуждение, что якобы Надир-шах наградил его в 1733 году, но он никогда не имел дела с Надир-шахом.
Также в некоторых исторических публикациях путали лидеров освободительной борьбы Сюника и Арцаха. В частности, Джордж Бурнутян и Роберт Хьюсен ошибочно называют Давида-Бека главнокомандующим армянскими вооруженными силами Карабаха и Капана. Между тем известно, что власть Давид-Бека не выходила за пределы Капана и не распространялась на союзный Карабах, лидерами которого являлись: Гандзасарский католикос Есаи Гасан-Джалалян, главнокомандующий карабахскими армянскими войсками сотник Аван, сотник Тархан и другие.